# Golfe d'Odessa
Le golfe d'Odessa (en ukrainien Одеська затока, Odeska zatoka) ou baie d'Odessa est un golfe situé dans la partie nord-ouest (uk) de la mer Noire, dans l'oblast d'Odessa, au Sud-Ouest de l'Ukraine. Ayant la forme d'une ellipse, il porte le nom de la grande ville éponyme et abrite notamment le port d'Odessa,, celui de Tchornomorsk et celui de Youjne.

## Géographie
Le golfe est délimité par le cap nord d'Odessa (en) au nord et le cap Velykyi Fontan (en) au sud. Il contient lui-même les caps Langeron (en) et Malyi Fontan (en). On y retrouve également les estuaires de Kuialnyk (en) et de Khadjibeï, qui sont séparés entre eux par un banc de sable,.

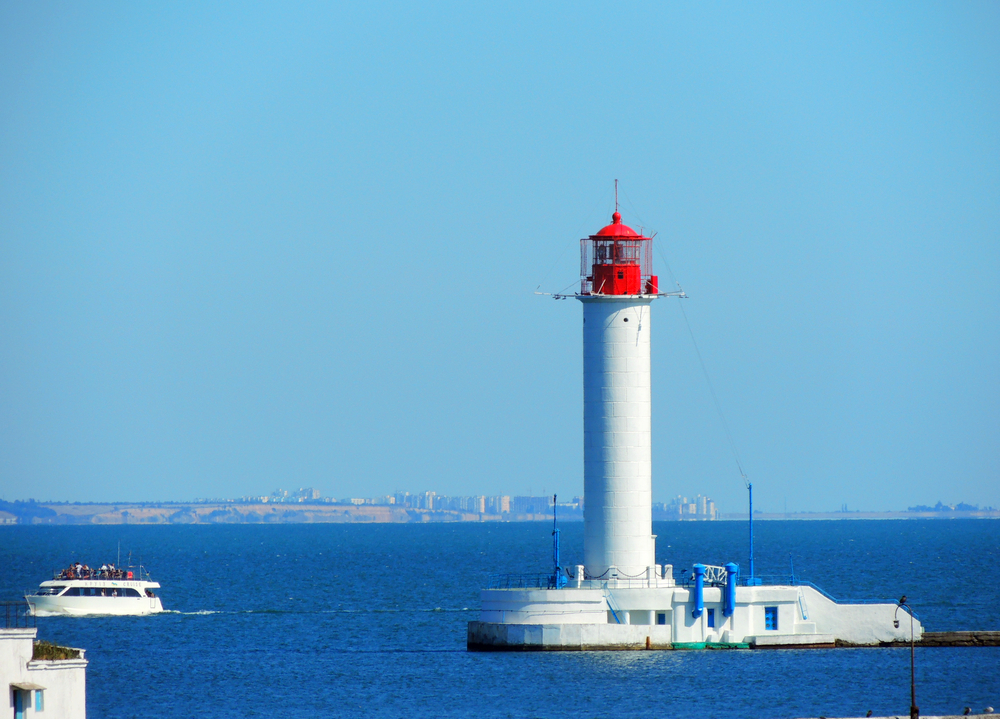
Le phare Vorontsov sur son môle, au port d'Odessa.